# Jimmy Boy et Davy Crocket
 (juillet 2020).
Si vous disposez d'ouvrages ou d'articles de référence ou si vous connaissez des sites web de qualité traitant du thème abordé ici, merci de compléter l'article en donnant les références utiles à sa vérifiabilité et en les liant à la section « Notes et références ».
Jimmy Boy et Davy Crockett est un spectacle scénographique et de théâtre pantomime français de Joseph Bouglione, présenté au Cirque d'Hiver, en 1958. Cette œuvre s'inspire de la production Walt Disney, le film Davy Crockett, roi des trappeurs sorti au cinéma en 1955, composé de séquences de la série télévisée Davy Crockett diffusée aux États-Unis à partir de 1954. 

## Le spectacle
Faisant la part belle aux performances d'acrobates, clowns, jongleurs et dompteurs d'animaux imaginés par Joseph Bouglione, le spectacle Jimmy Boy et Davy Crockett relate les démêlés d'un trappeur américain confronté aux Indiens, accompagné du jeune Jimmy Boy, censé l'assister dans l'aventure et s'inspirer de son savoir-faire. De nombreuses bagarres, des poursuites à cheval, de multiples échanges de coups de feu et des sketches humoristiques ponctuent le spectacle qui met en vedette tout autant le jeune Jimmy Boy que le héros Davy Crockett. 

## Distribution
- Joseph Bouglione, « monsieur Loyal ».
- Yves-Marie Maurin, à l'âge de 14 ans.
- Patrick Dewaere, à l'âge de 11 ans, crédité « Patrick Maurin ».
- Géori Boué, célèbre cantatrice.

## Autour du spectacle
En 1954, le Cirque d'hiver Bouglione a déjà organisé plusieurs représentations de type rodéo, notamment en avril 1956 avec le concours de la troupe américaine de Bob Estes. Lors de la première, Fess Parker, l'acteur américain de la série TV, fait une apparition spéciale. Selon les représentations, le rôle du jeune Jimmy Boy est alternativement interprété par deux frères d'une célèbre famille du théâtre, du cinéma et de la télévision : Yves-Marie Maurin et Patrick Dewaere. Les deux enfants effectuent quelques cascades à cheval autour de la piste. Ce spectacle est précurseur des représentations mises en scène pour les parcs Disney, aux États-Unis à partir des années 1950.[réf. nécessaire]